# 立陶宛農業部
立陶宛共和國農業部是立陶宛政府的一個部門，負責執行土地、食品、農業及農村發展等政務。這些政務都受《立陶宛憲法》、總統與總理公布的法令、國會通過的法律授權、施行。現任立陶宛農業部長為凱斯圖蒂斯·納維茨卡斯。

## 歷任部長
立陶宛民主勞工黨
  立陶宛農民與綠人聯盟
  祖國聯盟－立陶宛基督教民主黨
  勞動黨
  新聯盟
  立陶宛人民農民聯盟
  立陶宛社會民主勞動黨
  無黨籍
| 農業部長       | 農業部長                                  | 農業部長                     | 農業部長                            | 農業部長       | 農業部長       | 農業部長 |
| 次序           | 姓名                                      | 政黨                         | 內閣                                | 任期           | 任期           | 任期     |
| 次序           | 姓名                                      | 政黨                         | 內閣                                | 上任日期       | 卸任日期       | 任期天數 |
| -------------- | ----------------------------------------- | ---------------------------- | ----------------------------------- | -------------- | -------------- | -------- |
| 1              | 維托塔斯·克納希斯 （1937年生）            | 祖國聯盟                     | 卡濟梅拉·布倫斯基恩內閣             | 1990年1月17日  | 1991年1月10日  | 358天    |
| 2              | 維托塔斯·克納希斯 （1937年生）            | 祖國聯盟                     | 阿爾貝塔斯·希梅納斯內閣             | 1991年1月10日  | 1991年1月13日  | 3天      |
| 3              | 里姆維達斯·萊蒙達斯·蘇爾維拉 （1939年生） | 祖國聯盟                     | 第一次格季米納斯·瓦格諾柳斯內閣     | 1991年1月13日  | 1992年7月21日  | 555天    |
| 4              | 里姆維達斯·萊蒙達斯·蘇爾維拉 （1939年生） | 祖國聯盟                     | 亞歷山德拉斯·阿比沙拉內閣           | 1992年7月21日  | 1992年12月17日 | 149天    |
| 5              | 里曼塔斯·卡拉齊亞 （1936年－2012年）      | 無黨籍                       | 布羅尼斯洛瓦斯·盧比斯內閣           | 1992年12月17日 | 1993年3月31日  | 104天    |
| 6              | 里曼塔斯·卡拉齊亞 （1936年－2012年）      | 無黨籍                       | 阿道法斯·什萊扎維丘斯內閣           | 1993年3月31日  | 1994年9月26日  | 544天    |
| 7              | 維陶塔斯·艾諾里斯 （1930年－2019年）      | 立陶宛民主勞工黨             | 阿道法斯·什萊扎維丘斯內閣           | 1994年9月26日  | 1996年3月19日  | 540天    |
| 8              | 維陶塔斯·艾諾里斯 （1930年－2019年）      | 立陶宛民主勞工黨             | 勞里納斯·斯坦科維丘斯內閣           | 1996年3月19日  | 1996年12月10日 | 266天    |
| 農業及林業部長 |                                           |                              |                                     |                |                |          |
| 次序           | 姓名                                      | 政黨                         | 內閣                                | 任期           | 任期           | 任期     |
| 次序           | 姓名                                      | 政黨                         | 內閣                                | 上任日期       | 卸任日期       | 任期天數 |
| 9              | 艾德瓦達斯·馬凱利斯 （1954年生）          | 無黨籍                       | 第二次格季米納斯·瓦格諾柳斯內閣     | 1996年12月10日 | 1999年6月10日  | 912天    |
| 農業部長       |                                           |                              |                                     |                |                |          |
| 次序           | 姓名                                      | 政黨                         | 內閣                                | 任期           | 任期           | 任期     |
| 次序           | 姓名                                      | 政黨                         | 內閣                                | 上任日期       | 卸任日期       | 任期天數 |
| 10             | 艾德瓦達斯·馬凱利斯 （1954年生）          | 無黨籍                       | 第一次羅蘭達斯·帕克薩斯內閣         | 1999年6月10日  | 1999年11月11日 | 154天    |
| 11             | 艾德瓦達斯·馬凱利斯 （1954年生）          | 無黨籍                       | 第一次安德留斯·庫比柳斯內閣         | 1999年11月11日 | 2000年11月9日  | 365天    |
| 12             | 克斯圖提斯·基斯汀那帝斯 （1961年生）      | 無黨籍                       | 第二次羅蘭達斯·帕克薩斯內閣         | 2000年11月9日  | 2001年7月12日  | 245天    |
| 13             | 克斯圖提斯·基斯汀那帝斯 （1961年生）      | 無黨籍                       | 第一次阿爾吉爾達斯·布拉藻斯卡斯內閣 | 2001年7月12日  | 2001年9月21日  | 71天     |
| 14             | 葉若尼馬斯·克拉烏捷利斯 （1938年生）      | 新聯盟                       | 第一次阿爾吉爾達斯·布拉藻斯卡斯內閣 | 2001年10月3日  | 2004年12月14日 | 1168天   |
| 15             | 卡濟梅拉·布倫斯基恩 （1943年生）          | 立陶宛人民農民聯盟           | 第二次阿爾吉爾達斯·布拉藻斯卡斯內閣 | 2004年12月14日 | 2006年7月18日  | 581天    |
| 16             | 卡濟梅拉·布倫斯基恩 （1943年生）          | 立陶宛人民農民聯盟           | 格迪米納斯·基爾基拉斯內閣           | 2006年7月18日  | 2008年12月9日  | 875天    |
| 17             | 卡濟梅拉斯·斯塔爾凱維丘斯 （1956年生）    | 祖國聯盟－立陶宛基督教民主黨 | 第二次安德留斯·庫比柳斯內閣         | 2008年12月9日  | 2012年12月13日 | 1465天   |
| 18             | 維吉利尤斯·朱克納 （1968年生）            | 勞動黨                       | 阿爾吉爾達斯·布特凱維丘斯內閣       | 2012年12月13日 | 2014年7月11日  | 575天    |
| 19             | 維吉妮亞·巴特萊婷 （1958年生）            | 勞動黨                       | 阿爾吉爾達斯·布特凱維丘斯內閣       | 2014年7月17日  | 2016年12月13日 | 880天    |
| 20             | 布羅紐斯·馬爾考斯卡斯 （1960年生）        | 立陶宛農民與綠人聯盟         | 薩烏留斯·思科威爾內里內閣           | 2016年12月13日 | 2018年5月14日  | 517天    |
| 21             | 吉埃德留斯·蘇爾普利斯 （1980年生）        | 立陶宛農民與綠人聯盟         | 薩烏留斯·思科威爾內里內閣           | 2018年5月15日  | 2019年8月7日   | 449天    |
| 22             | 安德留斯·帕廖尼斯 （1975年生）            | 立陶宛社會民主勞動黨         | 薩烏留斯·思科威爾內里內閣           | 2019年8月7日   | 2020年12月11日 | 492天    |
| 23             | 凱斯圖蒂斯·納維茨卡斯 （1970年生）        | 祖國聯盟－立陶宛基督教民主黨 | 因格麗達·希莫尼特內閣               | 2020年12月11日 | 現任           | 1563天   |

## 外部連結
- 官方网站 （立陶宛文）（英文）